# Vic Stelly
Victor Theodore Stelly, conocido como Vic Stelly (Carencro, 11 de enero de 1941 - 26 de diciembre de 2020) fue un político estadounidense miembro de la Cámara de Representantes de Luisiana. Es conocido por la enmienda de cambio de impuestos del Plan Stelly derogada desde entonces.

## Primeros años
Stelly nació en Carencro, Luisiana y se mudó a Zachary, Luisiana cuando tenía cuatro años. Su padre, Gordon Stelly, era un operador petroquímico y su madre, Dorothea Olive Martin Stelly, era una ama de casa. Fue un jugador de fútbol de todo el estado en Zachary High School y se graduó del Northwestern en Natchitoches, donde también jugó fútbol. Enseñó en la escuela secundaria en Luisiana, obteniendo su maestría en la Universidad Estatal de Louisiana en 1965. Fue agente de seguros durante 25 años en Moss Bluff.

## Carrera
Fue miembro de la Junta de Regentes de Louisiana para la educación superior desde 2007 hasta 2013, y renunció antes de que terminara su mandato porque estaba consternado por los recortes en la educación superior. En 2006 fue seleccionado para el Salón de la Fama Político de Luisiana.
Stelly fue el autor de una enmienda a la Constitución del Estado de Louisiana que se conoció como el Plan Stelly. Esta enmienda eliminó el impuesto estatal sobre las ventas de alimentos, medicamentos y servicios públicos y aumentó el impuesto estatal sobre la renta. Los ingresos estatales perdidos fueron reemplazados por un aumento del impuesto sobre la renta estatal pagado principalmente por los contribuyentes de categoría superior.

## Vida personal
Stelly falleció de complicaciones de COVID-19 el 26 de diciembre de 2020, solo 15 horas antes de que muriera su esposa, Terry. Sus documentos están en poder del Departamento de Archivos y Colecciones Especiales de la Biblioteca Conmemorativa Frazar de la Universidad Estatal de McNeese.